# Ајтос
Ајтос (буг. Айтос) град је у Републици Бугарској, у источном делу земље. Град је друго по важности градско насеље унутар Бургаске области и средиште западне трећине ове области.

## Географија
Град Ајтос се налази у источном делу Бугарске. Од престонице Софије град је удаљен 360 km, а од обласног средишта, Бургаса град је удаљен 30 km.
Област Ајтоса представља североисточни део историјске покрајине Тракија. Град се сместио у подгорини најисточнијег дела планинског система Балкана, чије се средишње било налази северно од града.
Клима у граду је измењено континентална са утицајем средоземне.

## Историја
Подручје Ајтоса је првобитно било насељено Трачанима. После тога овим подручјем владају стари Рим, Византија, средњовековна Бугарска, а затим је пала је подручје пало под власт Османлија. 1878. године град је постао део савремене бугарске државе.

## Становништво
По проценама из 2007. године град Ајтос имао око 22.000 становника. Већина градског становништва су етнички Бугари, али значајна мањина су Турци (25%). Остатак су махом Роми. Последњих 20ак година град губи становништво због удаљености од главних токова развоја у земљи. Оживљавање привреде требало би зауставити негативни демографски тренд.
Претежна вероисповест становништва је православна, а мањинска ислам.